# Anagoge
Der Ausdruck anagogisch bzw. die Anagoge (endbetont, altgriechisch ἀναγωγή anagogḗ „Hinaufführung“) bezeichnet in christlicher Literatur seit Origenes einen durch eine Auslegung erklärbaren Sinn einer Textstelle, der gegenüber einer wörtlichen Lesart weiterführend („höher“ bzw. „tiefer“) ist. Abweichend von dieser Wortverwendung bezeichnet Aristoteles damit die Rückführung logischer Formeln auf Grundformeln. (Unspezifischere Verwendungen im Sinne irgendeines konkreten Weg-, Hinauf- oder Zurückführens werden nachfolgend nicht behandelt.)

## Begriffsgeschichte
Schon bei Homer ist anágein als Kompositum aus aná und ágein in der Bedeutung von 1. „hinaufführen“ und 2. „zurückbringen“ belegt. Auch Thukydides und Xenophanes verwenden anagoge im Sinne von „Hinaufführen“. Bei Platon finden sich metaphorische Verwendungen wie (zur ersten Bedeutung gehörend) eis phos / eis philosophian anagein, „zum Licht führen“ / „zur Philosophie führen“ und (zur zweiten Bedeutung gehörend) ton logon ep' erchon anagein. Aristoteles bezeichnet mit anagoge auch die Rückführung eines Begriffs auf seinen logischen Ursprung.
Die Septuaginta, das Neue Testament und christliche Kirchenväter verwenden anagoge im konkreteren Sinne von „hinaufführen“, auch z. B. in der Bedeutung „aus dem Tode, aus der Scheol hinaufführen“, „in See stechen“, schließlich zur Hinaufführung (mittels) der Liebe oder des Glaubens zur Verbindung mit Gott. Der zweiten Bedeutung zugehörig, spricht Justin von einer Rückbeziehung von allem auf die Bibel.
Im Mittel- und Neuplatonismus bezeichnet anagoge den Aufstieg oder die Rückkehr zum Göttlichen, auch verbunden mit der Ekstase.
Erst Origenes verwendet anagoge „als terminus technicus für eine bestimmte Form christlicher Exegese“. Damit betont er auch terminologisch (so eine u. a. von Wolfgang A. Bienert – gegen u. a. Ernst von Dobschütz – vertretene Interpretation) das Spezifische seiner Exegese gegenüber der allegorischen Methode, wie sie in der antiken Homerexegese und bei Philo von Alexandrien verfolgt wurde.
Von anagoge spricht in diesem Sinne u. a. auch Hieronymus.

## Zur Logik
In der Aristotelischen Logik stellt die Anagoge ein Verfahren dar, mit dem unvollständig syllogische Beziehungen auf der Grundlage vollständig syllogischer aufgelöst werden. Dabei muss darauf geachtet werden, dass grundsätzlich von der Gültigkeit der bereits bekannten, vollständig syllogischen Beziehung auf die Gültigkeit der noch nicht vollständig syllogischen geschlossen werden darf. Da man mit der Anagoge also etwas Spezielles mit Allgemeinerem gleichsetzt, besteht immer die Gefahr eines Fehlschlusses, mit dem in die Ausgangsproblematik etwas ihr Fremdes hinein interpretiert werden würde.